# إيمي فرايزر
إيمي فرايزر (بالإنجليزية: Amy Frazier)‏ مواليد 19 سبتمبر 1972 في سانت لويس، هي لاعبة كرة مضرب أمريكية سابقة بدأت مسيرتها كمحترفة سنة 1990 وكانت تلعب باليد اليمنى، اعتزلت اللعب في 2006. أعلى تصنيف لها في الفردي كان المركز الـ 13 في سنة 1995.

## روابط خارجية
- إيمي فرايزر على موقع رابطة محترفات التنس (الإنجليزية)
- إيمي فرايزر على موقع الاتحاد الدولي لكرة المضرب (الإنجليزية)
- إيمي فرايزر على موقع كأس بيلي جين كينغ (الإنجليزية)
- إيمي فرايزر على موقع خلاصة التنس.كوم (الإنجليزية)